# Puig del Coll del Jou
El Puig del Coll del Jou és una muntanya de la Serra de Tramuntana de Mallorca, que té una altura de 1052 m. Pertany als municipis de Bunyola i Escorca, tot i que prop del límit amb el de Sóller. Rep aquest nom a causa de la seva proximitat al Coll del Jou, coll que separa aquest cim de la resta de la serra d'Alfàbia.

## Principals accessos
- Des de Biniaraix, pel Barranc de Biniaraix.[2]
- Des de Biniaraix, pel Portell de sa Costa i el Coll de l'Ofre.[2]
- Des de l'embassament de Cúber.[3]
- Des del Coll de Sóller, creuant la Serra d'Alfàbia.[3]
- Des d'Orient, pel Pas de na Maria.[4]
- Des d'Orient pel camí públic des coll des Vent i s'Aritjar.[4]
- Des de Sóller, per S'Arrom.